# NGC 3185
NGC 3185 este o galaxie spirală situată în constelația Leul. A fost descoperită în 1850 de către William Parsons, 3rd Earl of Rosse⁠(d). Se află la o distanță de 26,42 de megaparseci de Pământ.